# Eichwalde
Eichwalde  est une commune de Brandebourg (Allemagne), située dans l'arrondissement de Dahme-Forêt-de-Spree.

## Démographie
- Évolution de la population dans les limites actuelles. -- Ligne bleue: Population; Ligne pointillé: Comparaison avec le développement de Brandebourg -- Fond gris: Période du régime nazie; Fond rouge: Période du régime communiste
- Évolution recente (ligne bleue) et prévisions sur l'effectif de résidents

| Année | Population |
| ----- | ---------- |
| 1875  | 54         |
| 1890  | 28         |
| 1910  | 1 565      |
| 1925  | 3 069      |
| 1933  | 4 815      |
| 1939  | 6 318      |
| 1946  | 5 847      |
| 1950  | 6 493      |
| 1964  | 6 352      |
| 1971  | 6 377      |

| Année | Population |
| ----- | ---------- |
| 1981  | 5 962      |
| 1985  | 5 705      |
| 1989  | 5 218      |
| 1990  | 5 141      |
| 1991  | 5 030      |
| 1992  | 4 942      |
| 1993  | 4 860      |
| 1994  | 4 864      |
| 1995  | 4 887      |
| 1996  | 4 972      |

| Année | Population |
| ----- | ---------- |
| 1997  | 5 277      |
| 1998  | 5 551      |
| 1999  | 5 720      |
| 2000  | 5 737      |
| 2001  | 5 749      |
| 2002  | 5 823      |
| 2003  | 5 837      |
| 2004  | 5 976      |
| 2005  | 6 002      |
| 2006  | 6 078      |

| Année | Population |
| ----- | ---------- |
| 2007  | 6 073      |
| 2008  | 6 114      |
| 2009  | 6 113      |
| 2010  | 6 205      |
| 2011  | 6 252      |
| 2012  | 6 305      |
| 2013  | 6 359      |
| 2014  | 6 421      |
| 2015  | 6 426      |
| 2016  | 6 490      |

| Année | Population |
| ----- | ---------- |
| 2017  | 6 449      |
| 2018  | 6 468      |
| 2019  | 6 420      |
| 2020  | 6 452      |

## Personnalités liées à la ville
- Sonja Ziemann (1926-2020), actrice née à Eichwalde.